# Trolleri
Trolleri eller illusionism är konsten att underhålla en publik genom att skapa illusioner och falska sinnesintryck som förvånar och förbluffar, ofta så att det verkar som om något omöjligt har skett eller som om trollkonstnären (alternativt kallad trollkarlen, illusionisten eller magikern) har övernaturliga krafter. Trots det skapas illusionerna med naturliga medel.
Trolleritekniker används ibland även inom andra områden, som teater, film och scenografi, samt av falskspelare. För de utövarna är i regel de magiska teknikerna underordnade målet att skapa komplexa föreställningar.

## Historia

### Förhistoria

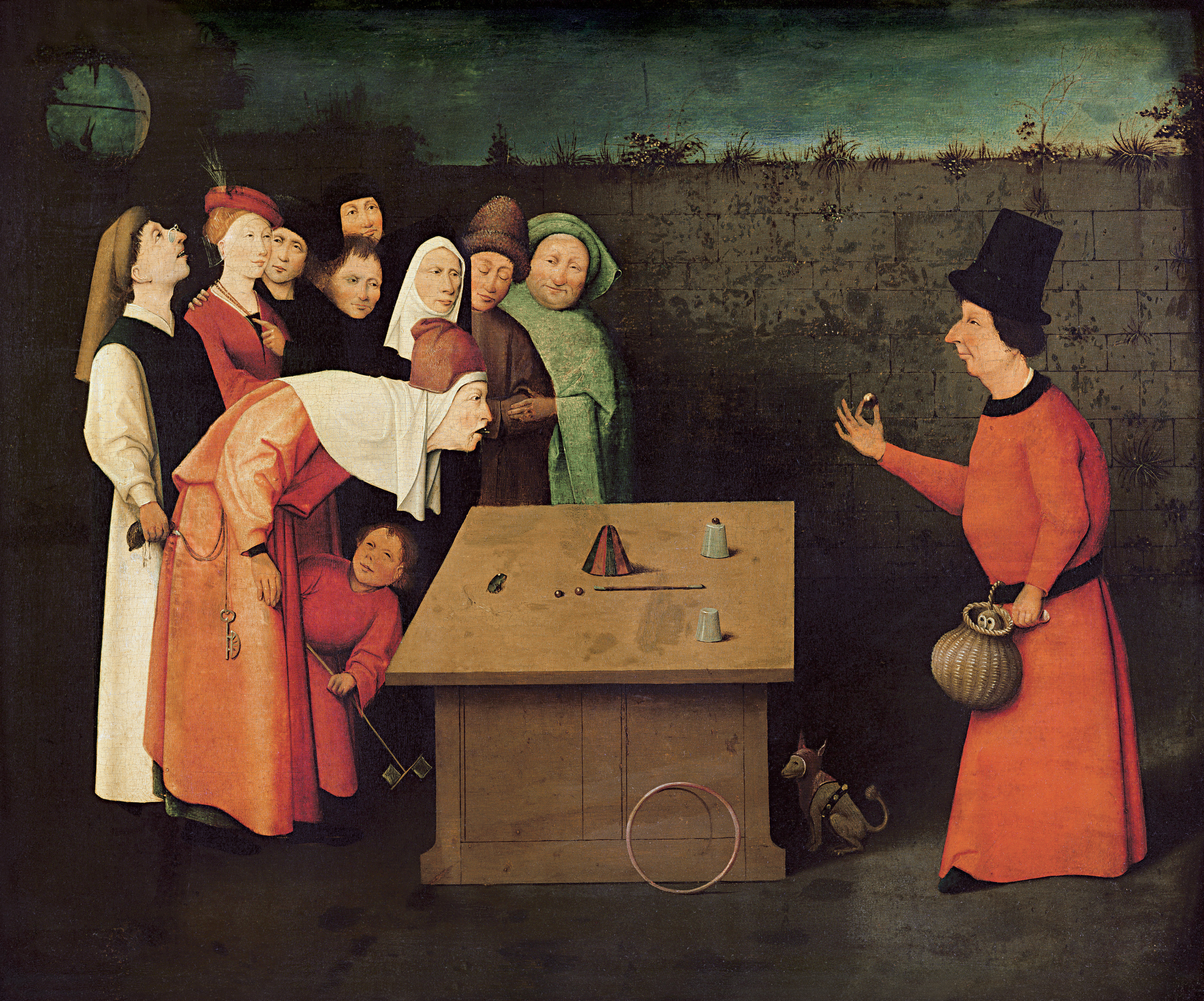
Hieronymus Bosch: Magikern, 1475–1480

Uppträdanden som vi skulle sortera in som trolleri har funnits under hela den nedtecknade historien, både för underhållning och för mer världsliga ändamål, såsom krigslister. De första nedtecknade beskrivningarna av trolleritricks finns i det egyptiska Westcarpapyruset från cirka 3800–4000 år sedan, men det som beskrivs där sägs ha ägt rum 500 år innan dess, under farao Cheops regeringstid. Dedi var namnet på en magiker som sades kunna vrida huvudet av en gås och sedan sätta tillbaka det igen utan att skada fågeln.
Åren efter år noll beskrev och analyserade romaren Seneca ett trick som har fått namnet bägarspelet (Cups and balls), och som fortfarande kan ses utföras i olika trolleriföreställningar.

### Medeltiden fram till 1700-talet
Under den europeiska medeltiden och fram till 1700-talet var den vanligaste typen av trolleri-föreställning gatutrolleri. (Termen taskspelare kommer till exempel från tyskans Taschenspieler, fick-spelare, som syftar på den förklädesficka där mycket av rekvisitan förvarades.) Alkemisterna vid hoven, utöver sin "forskning" kring materia och metafysik, använde också kemi för diverse trolleriuppvisningar för att övertyga om sin färdighet. Men trollkarlarna löpte stor risk att fördömas som ogudaktiga eller till och med i förbund med Satan. (Se även häxjakt.)
Även i andra världsdelar har trolleri varit vanligt. I Asien spreds ryktet om det indiska reptricket. Ett av de största namnen från den här tiden är Cagliostro, som påstod att han var ett äkta medium.

### De första respekterade trollkarlarna

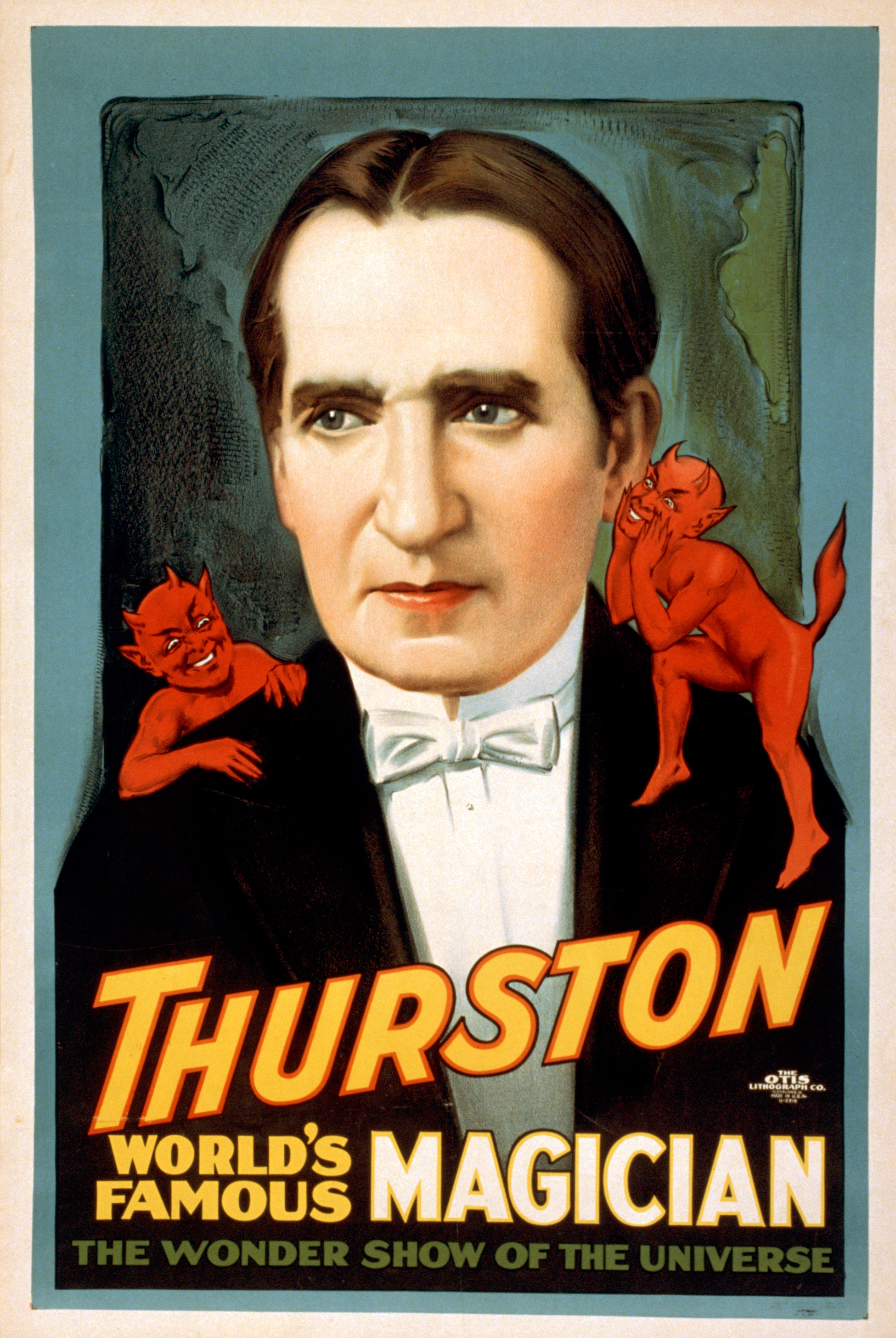
Howard Thurston var en av de första stora trollkarlarna.

Under 1700-talet började de tidigare torg-trollkonstnärerna få mer uppmärksamhet, och misstänksamheten mot trollkonster blev en allt mindre fara. Snart kom alltfler "stora" namn, såsom Harry Kellar, Harry Blackstone, Howard Thurston och John Henry Anderson ("The Great Wizard of the North").
Det moderna trolleriet har mycket att tacka Jean Eugène Robert-Houdin (1805–1871) för. Han var utbildad urmakare, och när han öppnade sin trollerishow på 1840-talet bestod en hel del av showen av automater, mekaniska konstruktioner som rörde på sig och verkade leva. Länge tillhörde sådana förevisningar föreställningen.

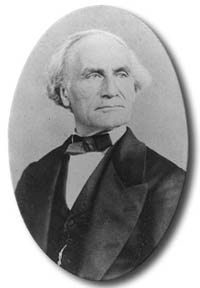
Jean Eugène Robert-Houdin, den förste moderne trollkarlen.

 Något senare startade den brittiske trollkarlen J.N. Maskelyne och hans partner Cooke en egen arena vid Piccadilly i London, något som underlättade för dem och andra trollkarlar att gömma mekanismer och assistenter, och ökade möjligheten att kontrollera vad publiken skulle få se. Det ledde också till att föreställningarna blev fyllda av lyx, flärd och ögongodis, på ett sätt som kan verka överdådigt idag.
Den mest kände trollkarlen från 1800-talet (eventuellt från hela världshistorien) är dock Harry Houdini, som tog sitt scennamn från Robert-Houdin. Hans utbrytningar från handbojor och tvångströjor var grunden i hans berömmelse, men han var från början en "vanlig" och rätt medioker trollkarl, och använde många sådana tekniker i sitt nya område: preparerad rekvisita och medhjälpare som var planterade bland publiken. Hans PR-sinne var dock lika stort som hans talang som magiker: han insåg att det var först när hans liv var i fara som publiken brydde sig om hans tricks.

### 1900- och 2000-tal
I samband med de två världskrigen, den stora depressionen och uppfinningarna filmen och TV:n försvann nästan de stora luxuösa scenshowerna från 1800-talet, eftersom publiken inte hade råd eller tid att komma på föreställningarna.
Dessutom har trolleri under 1900-talets senare hälft alltmer börjat betraktas som barnunderhållning. En comeback har dock börjat i och med sådana trollkarlar som Doug Henning, vars shower har visat potentialen i trolleri som massunderhållning.
2005 har konsten fått en renässans av en rad framgångsrika illusionister: David Blaine, David Copperfield och Penn & Teller samt många TV-trollkarlar. Numera finns utmärkta möjligheter att skapa magiska effekter i efterredigeringen, men det har blivit en tradition att på olika sätt visa att tricket utförs live, till exempel genom att uppträda inför publik.

## Typer av framträdanden
Trolleriföreställningar kan delas in i tre grupper:
- Scentrolleri som framförs för en stor publik exempelvis i en teater. Sådant trolleri åtföljs av stor och komplex scenografi och rekvisita. Världens mest berömda trollkarlar, som Siegfried & Roy och David Copperfield, är skickliga teatertrollkarlar. Exempel på svenska utövare är Joe Labero och Stefan Odelberg.

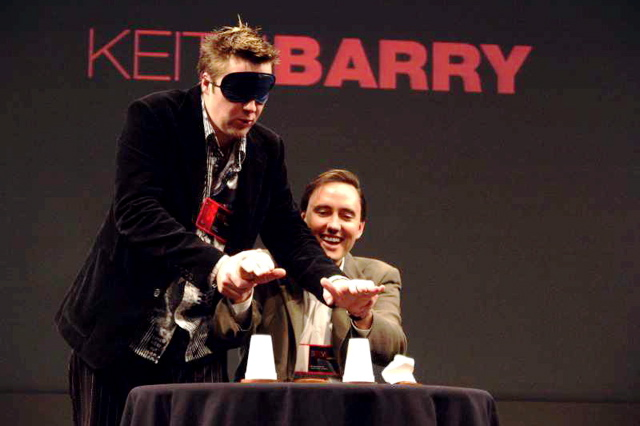
Ett nummer skapat av kanadensaren Gary Kurtz där en vass kniv göms under en av tre plastmuggar och trollkarlen, med ögonbindel på, ska krossa två av dem kan ses som ett exempel på chock-trolleri.

- Salongstrolleri, där trollkarlen kan använda mindre yta, och mindre rekvisita, men ändå ha en ganska stor publik. Exempel på svenska salongstrollkarlar är Carl-Einar Häckner, Johnny Lonn, John Houdi med flera.
- Close-up (alternativt bordstrolleri eller Micro) som framförs med publiken väldigt nära trollkarlen. Här används ofta vardaglig rekvisita, såsom spelkort och mynt. Svenska företrädare för den typen är Lennart Green och Tom Stone.

Andra specialiteter och nischer har dock skapats:
- Barntrolleri där tricken är anpassade för barn och barns begreppsvärld. Oftast används färgglad rekvisita, och det finns oftast en komisk pedagogisk grundstomme i numren. Till exempel genom att upprepa ett "misstag" till absurdum, och barnens respons är att med skratt och rop tillrättavisa trollkarlen, ett Svenskt exempel är Tobbe trollkarl.
- Gatumagi där trollkarlen underhåller folk på gatan och utför trick som inte kräver särskilt mycket rekvisita och som kan ses från många olika vinklar. Termen har på senare tid även kommit att tillämpas på ett speciellt format som David Blaine och Paul Harris skapade till en amerikansk TV-show.
- Bisarr-trolleri som använder folktro, skräck, fantasy och andra liknande teman. Populära inspirationskällor är H.P. Lovecraft och Edgar Allan Poe. Den här typen framförs ofta som close-up men kan även framföras på scen.
- Mentalism, tankeläsnings-show där trollkarlen skapar intrycket av att ha speciella förmågor som gör att han eller hon kan läsa tankar, förutsäga händelser, kontrollera andras tankar (till exempel via hypnos) med mera.
- Chock-trolleri (eller "freak") som försöker äckla publiken och härstammar från den franska Grand Guignol-teatern samt från den amerikanska cirkus-världens "Freak shows" (utställningar med udda figurer).

## Trick
De olika illusioner som utförs av trollkarlar kallas trick. Några av de mest kända tricken är den itusågade damen, kaninen i hatten, det indiska reptricket och bägarspelet. De flesta tricken har en lång historia där många kreatörer har bidragit med små och stora förbättringar, och både av upphovsrättsliga skäl och för att underlätta fortsatt utveckling, så anges ofta vem som skapat effekten och vilka som utvecklat det när den dolda koreografin bakom tricket beskrivs, till exempel i handböcker. Underlåtelse att göra så medför annars svidande kritik från yrkeskåren.

### Typer av trick
Många magiteoretiker har försökt kartlägga hur många grundeffekter det finns. Mest känd är Dariel Fitzkee som reducerade det till sexton grundeffekter, medan andra har reducerat det ytterligare. Följande sju grundläggande typer av effekter finns dock med i de flesta sammanställningarna:
1. Framtagandet – där magikern trollar fram något
2. Försvinnandet – där magikern får något att försvinna
3. Förvandlingen – där något ändras till något annat
4. Reparationen – där magikern lagar något trasigt
5. Teleporteringen – där något magiskt transporteras från ett ställe till ett annat (dubbla teleporteringar kallas transpositioner)
6. Levitationen – där något flyger, utan hjälpmedel
7. Genomträngandet – där två solida objekt passerar igenom varandra

De grundtyperna används för att skapa många olika illusioner.

### Publikens roll

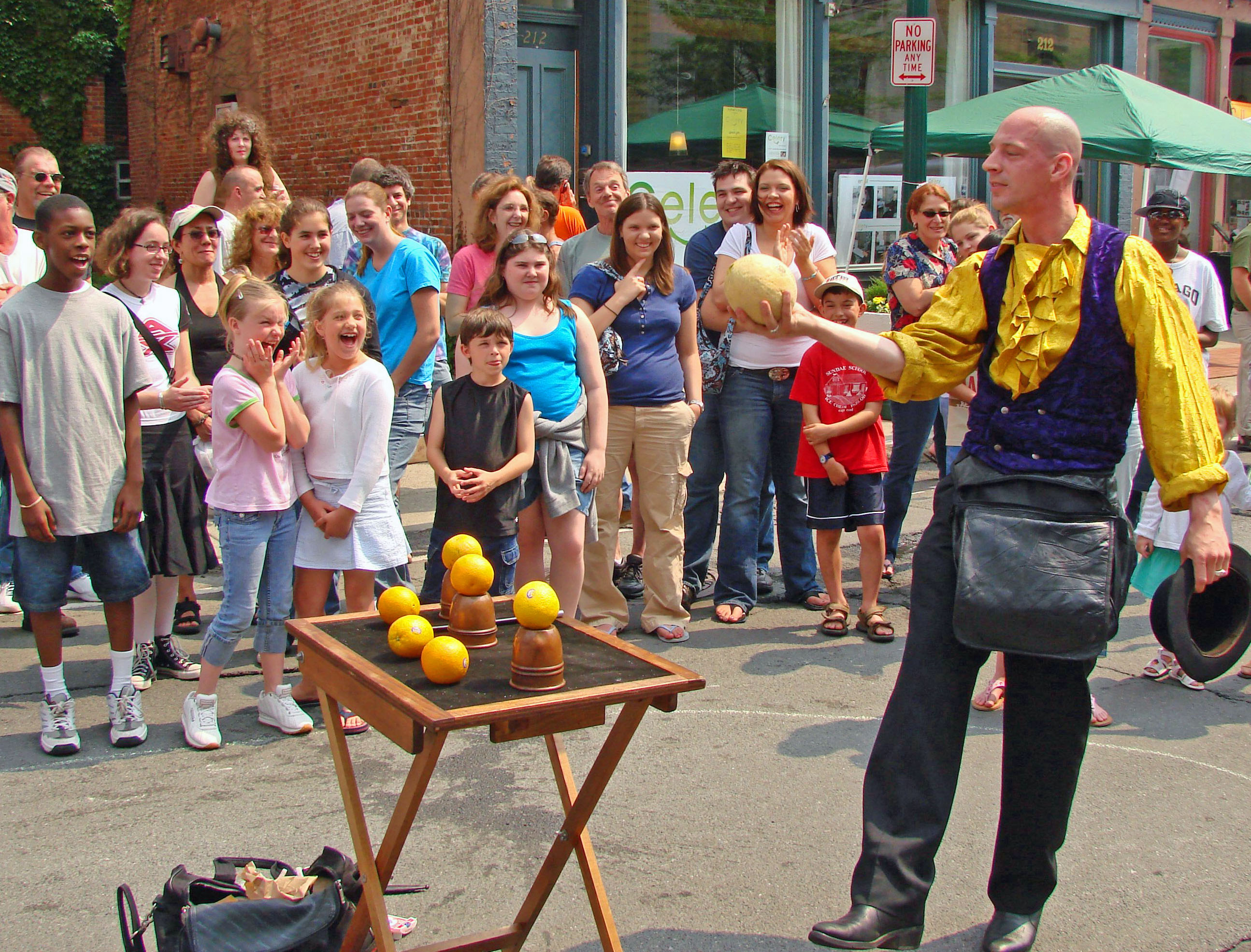
En gatumagiker.

Det finns en outtalad överenskommelse mellan illusionisten och publiken om vad som ska ske under en föreställning. Alla är överens om att de saker som visas genomförs via fingerfärdighet, vilseledning, lögner, riggad apparatur, speglar, och andra tricks, snarare än genom "verklig" magi. Nästan inga trollkarlar idag hävdar att deras illusioner grundar sig på övernaturliga krafter. Undantag är till exempel Uri Geller och många siare. Både Geller och hundratals siare har dock överbevisats om sina påståenden och anses av trolleri-branschen vara charlataner. Historiskt sett har det dock varit vanligt, eller till och med naturligt, att hävda, både från publikens och trollkonstnärernas sida att magin kommer från satan eller andra mörka krafter, eller från någon gud. 
Trollkarlens mål är att framställa en effekt som är så listig och skickligt utförd att publiken inte kan tro sina ögon eller hitta en förklaring till hur det gick till, medan publikens mål är att bli underhållen, genom att gå med på att bli lurad. Trolleri är ett av få områden där folk villigt går med på att bli lurade och bedragna, och publiken litar därför på trollkarlen att inte dra nytta av det, genom att till exempel lura av dem pengar. Harry Houdini ökade den tilliten hos publiken genom att avslöja bluffmakare, en tradition som har följts av sådana trollkarlar som Penn & Teller, P.C. Sorcar, och James Randi.

### Hemligheter
Vanligtvis vägrar trollkarlar att avslöja metoderna bakom tricken för publiken – och ibland även för varandra. Orsakerna till det är bland annat att:
- frågan om tillvägagångssättet ställs oftast under, eller i direkt anknytning till, en föreställning, där det är dramaturgiskt omöjligt att ge en konkret svar utan att störa föreställningens struktur och innehåll.
- de flesta som frågar vill mest höra en enkel sammanfattande mening, och trollkarlen vill ogärna reducera sitt utvecklingsarbete och källforskning till en enda mening.
- oauktoriserade avslöjanden (dvs utan upphovsmannens godkännande) riskerar att "döda" trolleriet som konstform, eftersom kreatörens namn oftast blir separerat från sitt verk. Många kreatörer av magieffekter har helt enkelt tröttnat och slutat dela med sig av sina alster. Därför förmedlas kunskapen inte förrän den intresserade har "bevisat" att intresset är genuint.
- det påstås att när ett trick väl har avslöjats för en person, så kommer den personen aldrig att njuta vid efterföljande föreställningar av tricket, eftersom känslan av att ha bevittnat ett mirakel har försvunnit. Detta är dock en myt, för empiriskt har de flesta yrkestrollkarlar fått erfara att entusiasmen ökar bland dem som är informerade.
- många nybörjartrick är enkla, men får oproportionerligt stora reaktioner. De trollkarlar som byggt sitt rykte på sådana effekter är mindre angelägna om att tala om tillvägagångssätten, eftersom de som har fått reda på metoden bakom ett sådant trick blir besvikna för att de lurats så enkelt.
- många skapare av magieffekter är själva artister. I de fall de säljer sitt verk till andra är det i en begränsad upplaga, beräknad så att man delar med sig fast inte till fler än att man själv fortfarande är relativt unik med sin repertoar. Okontrollerade avslöjanden av trolleriet försvårar det på alla plan.

Inträde i många trolleri-föreningar kräver ofta att den tilltänkte medlemmen svär "Trollkarlseden", som kan variera, men ser ut ungefär så här:
| ” | Som trollkonstnär lovar jag att aldrig avslöja hur ett trick går till för lekmän, utan att först få dem att svära denna ed. Jag lovar att aldrig framföra ett trick inför publik innan jag har övat det så noga att jag kan få det att verka magiskt. | „ |

Att svära trollkarlseden är dock mest avsett för att få nykomlingar att respektera andra artister och deras kreationer, för att som nykomling plötsligt få tillgång till nästan obegränsade resurser gör att personen gärna vill förmedla sina upplevelser till vänner, oavsett om det rör sig om en välkänd gammal teknik eller något nyskapande som förmedlats i förtroende. En trollkarl som avslöjar tekniken bakom en annan trollkarls kreation antingen medvetet, eller genom att inte ha övat tillräckligt, blir ofta utesluten eller får svårt att hitta andra trollkonstnärer att byta tricks med.
Vissa trollkarlar har blivit kontroversiella på grund av sin inställning att avslöjandet av vissa tricks hemligheter kan öka publikens uppskattning av hur smart tricket är. Penn & Teller till exempel framför ofta trick med genomskinlig rekvisita som avslöjar hur tricket utförs, även om de nästan alltid har med ett extra oförklarat mirakel i slutet som görs ännu mer svårförklarligt med den genomskinliga rekvisitan.
Ofta är det som ser ut att vara ett avslöjande bara en annan typ av vilseledning. Till exempel kan en trollkarl förklara för en frivillig ur publiken att två metallringar "har ett hål" och ge honom eller henne de två olänkade ringarna, varpå ringarna har länkat ihop sig. Då pekar magikern på ringarnas mitt ("hålet i ringen") och förklarar att "när man väl håller ögonen på hålet så är det inte så svårt".
Som antyds i trollkarlseden är det dock tillåtet att avslöja hemligheter för individer som har bestämt sig för att lära sig magi och bli trollkonstnärer. Hemligheterna bakom nästan alla trick finns tillgängliga för allmänheten via otaliga böcker och tidskrifter. Det finns webbsidor med videor, DVD:er, och instruktionsböcker. Få av de klassiska illusionernas hemligheter är bevarade - men det verkar inte ha minskat föreställningarnas popularitet, delvis därför att hemligheterna bakom trolleri bara är en av lockelserna: tajmingen i framförandet, fingerfärdigheten, och föreställningens röda tråd är minst lika viktig.
Dessutom är trolleri en levande konstform. Nya illusioner uppfinns regelbundet (det finns speciella effektmakare). Ibland bygger "nya" illusioner på en illusion som är så gammal att den har blivit okänd igen.

## Trolleritekniker
Många grundprinciper som tricken vilar på är uråldriga. Fortfarande utförs en hel del trick med speglar, fast inte så ofta man skulle kunna tro då rekvisitan är utrymmeskrävande och besvärlig att rigga. Principen Peppers spöke, som uppfanns i 1800-talets London, kräver till exempel en specialbyggd teaterscen.

### Fingerfärdighet

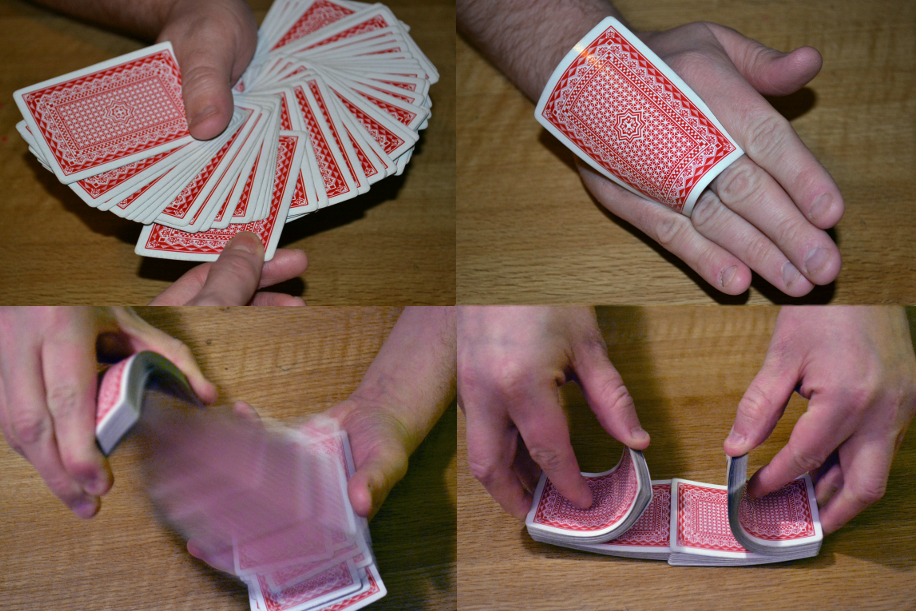
Korttrick. Övre bilden till vänster: "Välj ett kort, vilket som helst". Övre bilden till höger: Palmering av ett kort. Nedre bilden till vänster: Att "skjuta" kort mellan händerna är en sorts trick som inte lurar publiken. Nedre bilden till höger: När man blandar kort finns stora möjligheter att förbereda ett trick.

Närtrolleri (även kallat "close-up", "mikromagi" eller "bordstrolleri") bygger ofta på fingerfärdighet. Med fingerfärdighet menas skicklig hantering av spelkort, mynt eller annan rekvisita, till exempel så att det verkar som att någon sak har försvunnit. Det kan genomföras genom att saken hålls på ett sätt så att den inte är synlig för publiken och att handen verkar tom. Detta kallas palmering (efter engelskans ord för handflata), och det finns flera sorter, inklusive den något motsägelsefullt benämnda metoden handryggspalmering. Det finns många grundläggande fingerfärdighetstekniker beskriven i instruktionsböckerna för hur man trollar bort, fram eller byter plats på mindre föremål. Numera använder väldigt få trollkonstnärer metoden att gömma saken innanför skjortärmarna, eftersom det har blivit en sådan kliché.
Fingerfärdighet kräver mycket träning för att verka trovärdigt, och därför attraheras många nybörjare av närtrolleri-tricks som baseras på köpt riggad rekvisita. Dock märker publik ofta när de ställs inför industriellt riggade prylar, även om de inte förstår hela mekanismen. Professionella trollkonstnärer kan använda köpta trick, men brukar bygga sina föreställningar med fingerfärdighet som grund istället. De flesta trollkarlar använder både rekvisita och fingerfärdighet.

### Rekvisita
Scenmagi däremot brukar kretsa kring stor rekvisita, som nästan alltid innehåller dolda eller okända element: dolda utrymmen, rekvisita som verkar solid men som har dolda hål, och fejkvapen – för att skapa illusionen av dödlig fara.
Det som avgör om en trollkonstnär är skicklig på att använda de relativt vardagliga men dolda mekanismerna ligger i tajming, mellansnack, stil, komik, och andra skådespelarförmågor.

### Vilseledning
Vilseledning (även kallat "misdirection" alt. "misdirektion") är en av de mest grundläggande av alla trolleri-tekniker. Det handlar om förmågan att leda publikens uppmärksamhet till någonting medan trollkonstnären utför en nödvändig manipulering oupptäckt någon annanstans. Till exempel kan det vara så enkelt som att knäppa med ena handens fingrar, kasta upp en sak i luften och säga "titta här" för att publikens blick för en tiondels sekund ska vändas åt ett särskilt håll. Tekniken bygger på kännedom om naturliga instinkter hos människan, som slipats genom studier av psykologi. Även om exemplet är enkelt kan tekniken bli mycket sofistikerad och subtil hos en skicklig trollkarl. 
Det finns många olika tekniker för att vilseleda publiken, men alla kräver mycket träning för att dölja hemliga skeenden genom att få dem att se naturliga ut. Dansare, eld, rök, färgglada kulisser, musik och illusionistens prat under tricken finns enbart med för att försätta publiken i rätt stämning och därmed förminska chanserna för den logiska sidan av hjärnan att försöka lista ut hur tricken utförs.

### Perspektiv
Optiska illusioner, såsom perspektivförskjutning, är mycket vanliga för att gömma eller förändra bilden av var något är placerat. Sidorna på en låda kan till exempel vara målade med koncentriska rektanglar för att lådan ska verka tunnare än den i själva verket är, så att utrymmet ska verka omöjligt för en medhjälpare eller liknande att gömma sig i.
Färgen svart, speglar, samt oregelbundna mönster är andra metoder för att försvåra publikens uppfattning om rätt perspektiv.

### Dubbelgångare
En del illusionister använder tvillingar (eller till och med trillingar), men de flesta nöjer sig med två personer som ser ganska lika ut, klär dem lika och hoppas att publiken inte tittar noggrannare. Masker kan göra saken lättare, men även mörker, att publiken inte får chansen att undersöka personerna någon längre stund, och gärna med ett långt uppehåll efter bytet. Ibland används också dockor för att simulera en persons närvaro när man ändå inte ser mer än till exempel fötterna.

## Kända trollkonstnärer
- Criss Angel
- David Blaine
- Harry Blackstone
- Harry Blackstone Jr.
- Lance Burton
- Cardini
- David Copperfield
- Brett Daniels
- Paul Daniels
- Martin Gardner
- Harry Houdini
- Val Valentino
- Daniel Garcia
- Harry Kellar
- Paul Harris
- Ricky Jay
- Eric Mead
- Penn & Teller
- James Randi
- Jean Eugène Robert-Houdin
- Siegfried & Roy
- Tommy Cooper
- Truxa
- Dai Vernon
- Derren Brown
- Joe Labero
- Carlo Tornedo

## Svenska trollkonstnärer

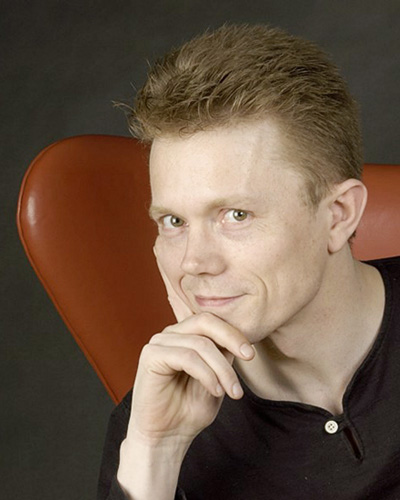
Svenske Tom Stone.

- Arkadia
- Håkan Berg
- Seth Engström
- Filiokus Fredrik
- Lennart Green
- Michael Halvarson
- John Houdi
- Carl-Einar Häckner
- Joe Labero
- Jonas Ljung
- Johnny Lonn
- Robert Lundell
- Topper Martyn
- Stefan Odelberg
- Leif Olberius
- Tom Stone
- Svedino
- Tobbe Trollkarl
- Carlo Tornedo